# Salaryman's Club
Salaryman's Club (リーマンズクラブ, Rīmanzu Kurabu) aussi connue sous le nom Ryman's Club est une série d'animation japonaise créée par Aimi Yamauchi et Teruko Utsumi et produite par le studio Liden Films avec Aimi Yamauchi à la réalisation.
La série est diffusée du 30 janvier 2022 au 17 avril 2022 sur TV Asahi. Dans les pays francophones, la série est diffusée en simulcast sur Crunchyroll.

## Synopsis
Mikoto Shiratori, un prodige du badminton doté d'une capacité de précognition, est viré de la banque Mitsuhoshi après avoir perdu un match de badminton en représentant son entreprise et est alors recruté par Sunlight Beverage pour jouer dans leur équipe. Mikoto s'est juré de ne pas jouer en double à la suite d'un incident survenu lors d'un match lors d'une compétition interscolaire au lycée. Toutefois, son collègue, Tatsuru Miyazumi, l'encourage à devenir son partenaire de double, et Mikoto doit surmonter son traumatisme passé pour venir à bout des obstacles.

## Personnages

### Sunlight Beverage
Mikoto Shiratori (白鳥尊, Shiratori Mikoto)
Voix japonaise : Junya Enoki
Tatsuru Miyazumi (宮澄建, Miyazumi Tatsuru)
Voix japonaise : Shin'ichirō Miki
Sôta Saeki (佐伯蒼汰, Saeki Sōta)
Voix japonaise : Kaito Ishikawa
Tôya Saeki (佐伯橙也, Saeki Tōya)
Voix japonaise : Ryōta Ōsaka (en)
Kôki Takeda (竹田浩輝, Takeda Kōki)
Voix japonaise : Tetsuya Kakihara
Yasuomi Ôno (大野安臣, Ōno Yasuomi)
Voix japonaise : Takaya Kuroda (en)

### Banque Mitsuhoshi
Takuma Kirishima (霧島琢磨, Kirishima Takuma)
Voix japonaise : Yūma Uchida (ja)
Naohiro Izumo (出雲尚弘, Izumo Naohiro)
Voix japonaise : Makoto Furukawa (en)
Sentaro Ibuki (伊吹泉太郎, Ibuki Sentarō)
Voix japonaise : Ryōtarō Okiayu (en)
Shuhei Nakamura (仲邑周平, Nakamura Shūhei)
Voix japonaise : Shun Horie (en)
Chiaki Takimoto (瀧本千空, Takimoto Chiaki)
Voix japonaise : Yusuke Shirai (en)
Hajime Masatoki (政時元, Masatoki Hajime)
Voix japonaise : Kenji Hamada

### Unisics
Hayato Kirishima (霧島隼人, Kirishima Hayato)
Voix japonaise : Jun Fukuyama
Daiki Oginome (荻野目大樹, Oginome Daiki)
Voix japonaise : Yūki Ono
Ayato Misora (美空綾斗, Misora Ayato)
Voix japonaise : Ayumu Murase
Jun Yagami (八神純, Yagami Jun)
Voix japonaise : Haruki Ishiya (en)
Ryô Natsuki (夏木陵, Natsuki Ryō)
Voix japonaise : Yukihiro Nozuyama (en)
Masahiko Utsugi (宇津木雅彦, Utsugi Masahiko)
Voix japonaise : Daisuke Namikawa

### Tomari Transport
Azuma Tachibana (立花梓馬, Tachibana Azuma)
Voix japonaise : Taku Yashiro (en)
Shiryû Tonozaki (外崎士龍, Tonozaki Shiryū)
Voix japonaise : Daiki Hamano
Yûho Mashiba (間柴勇歩, Mashiba Yūho)
Voix japonaise : Shun'ichi Toki (en)
Yûkei Saruhashi (猿橋佑慧, Saruhashi Yūkei)
Voix japonaise : Nobuhiko Okamoto
Kotetsu Gôkura (郷倉虎徹, Gōkura Kotetsu)
Voix japonaise : Tomokazu Sugita
Kohji Matsushita (松下幸治, Matsushita Kōji)
Voix japonaise : Atsushi Imaruoka (en)

## Production et diffusion
La série est annoncée en octobre 2021. Elle est animée par le studio Liden Films et réalisée par Aimi Yamauchi avec Teruko Utsumi et Aimi Yamauchi en tant que scénariste. Suzuhito Yasuda s'occupant du design original des personnages, tandis que Majiro adaptent les designs de Yasuda pour l'animation. fox capture plan compose la musique de la série.
La série est diffusée depuis le 30 janvier 2022 sur TV Asahi dans la case horaire NUMAnimation (ja),. La série est également diffusée en simulcast dans les pays francophones sur Crunchyroll,.
Novelbright (en) interprète le générique de début intitulé The Warrior, tandis que Mafumafu interprète le générique de fin intitulé Nisen Gohyaku Man no Ichi,.

### Liste des épisodes
| No | Titre français | Titre japonais | Titre japonais | Date de 1re diffusion |
| No | Titre français | Kanji          | Rōmaji         | Date de 1re diffusion |
| -- | -------------- | -------------- | -------------- | --------------------- |
| 1  | Affectation    | アサイン       | Asain          | 30 janvier 2022       |
| 2  | Synergie       | シナジー       | Shinajī        | 6 février 2022        |
| 3  | Brainstorming  | ブレスト       | Buresuto       | 13 février 2022       |
| 4  | Conflit        | コンフリクト   | Konfurikuto    | 20 février 2022       |